# Cartagenagruppen
G11, även kallad Cartagenagruppen är en organisation för de mest skuldsatta länderna i Latinamerika. Gruppen bildades 1984-06-02 i Cartagena, Colombia. De 11 medlemmarna är:
- Argentina
- Bolivia
- Brasilien
- Chile
- Colombia
- Dominikanska Republiken
- Ecuador
- Mexiko
- Peru
- Uruguay
- Venezuela